# Hemigomphus gouldii
Hemigomphus gouldii är en trollsländeart som först beskrevs av Selys 1854.  Hemigomphus gouldii ingår i släktet Hemigomphus och familjen flodtrollsländor. Inga underarter finns listade i Catalogue of Life.

## Bildgalleri

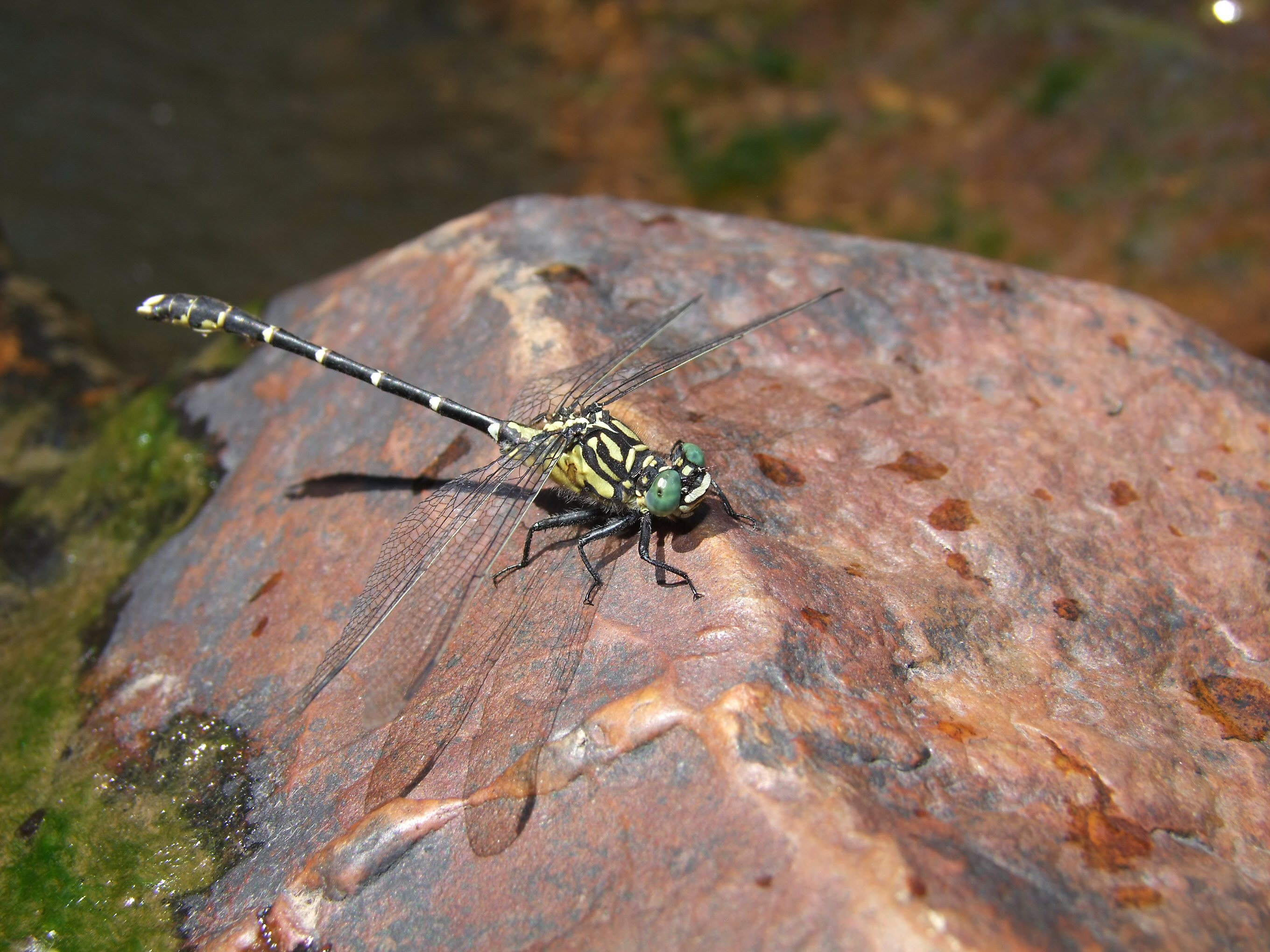